# Die 16 Grundsätze des Städtebaus
Die 16 Grundsätze des Städtebaus waren ab 1950 für etwa fünf Jahre das Leitbild für den Städtebau der DDR. Sie waren von den Idealvorstellungen der „sozialistischen Stadt“ geprägt und prägten ihrerseits die erste Wiederaufbauphase mit ihrem typischen Stil des „sozialistischen Klassizismus“.

## Geschichte

### Berlin

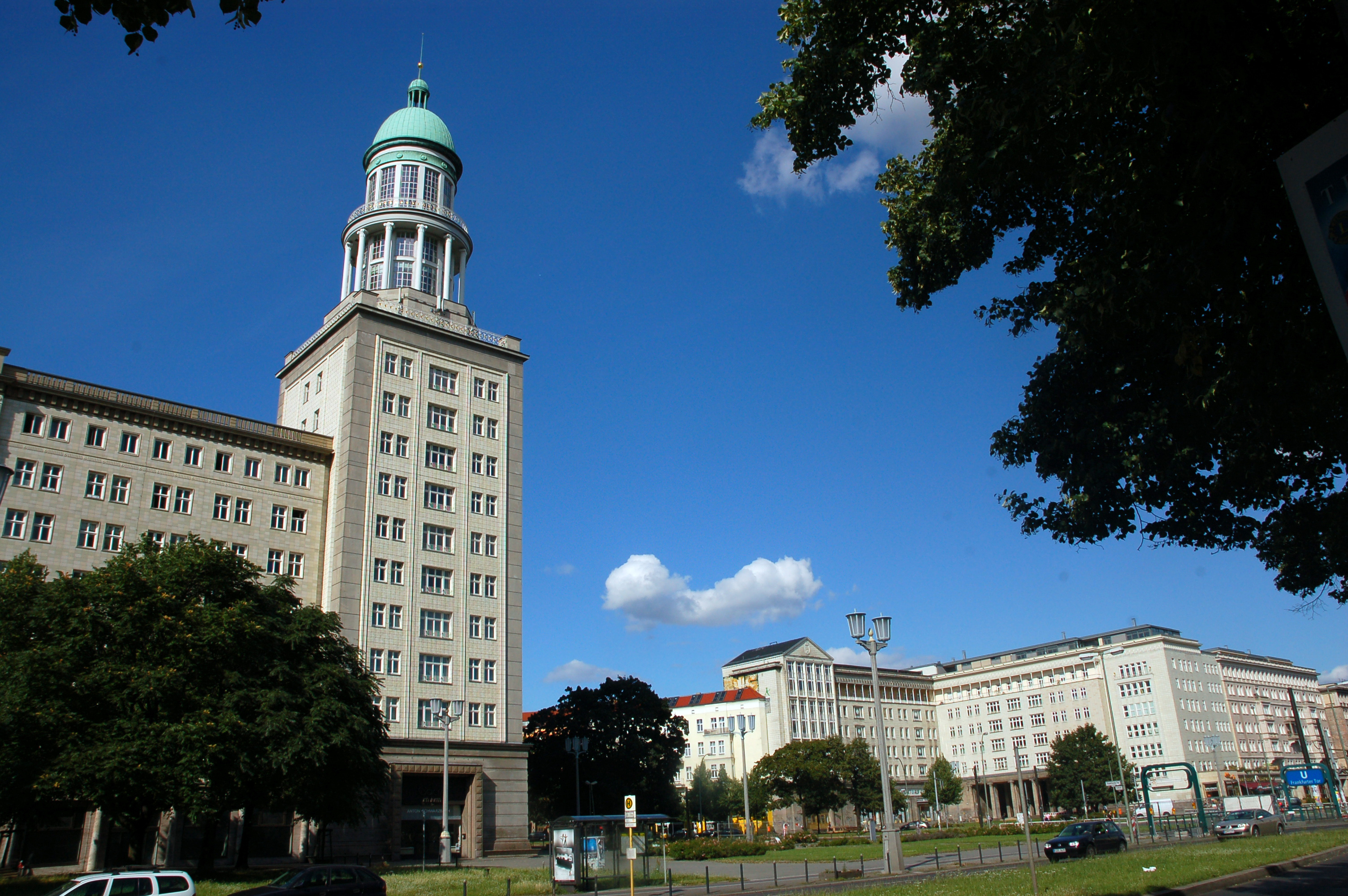
Typische Architektur der 1950er Jahre in der Berliner Karl-Marx-Allee

Am 17. Mai 1945 wurde Hans Scharoun von der sowjetischen Militärregierung zum Stadtbaurat und Leiter der Abteilung Bau- und Wohnungswesen des Magistrats ernannt und war in diesem Amt für die Ausarbeitung eines Wiederaufbaukonzepts für die stark zerstörte Stadt Berlin verantwortlich. Mitte 1946 präsentierte er unter dem Titel Berlin plant – Erster Bericht den vom „Planungskollektiv“ erstellten sogenannten „Kollektivplan“, der sich an der Charta von Athen orientierte und eine radikale Loslösung vom gewachsenen Grundriss der Stadt vorsah.
Nach der politischen und administrativen Teilung der Stadt 1948/1949 entwickelten die nun getrennten Planungs- und Baubehörden zunächst noch Gesamtberliner Pläne, ab 1950 aber für beide Stadthälften eigenständige städtebauliche Richtlinien für den Wiederaufbau. Der „Kollektivplan“ wurde von den Ost-Berliner Behörden bis 1949 zum „Generalaufbauplan“ weiterentwickelt.

### Dresden

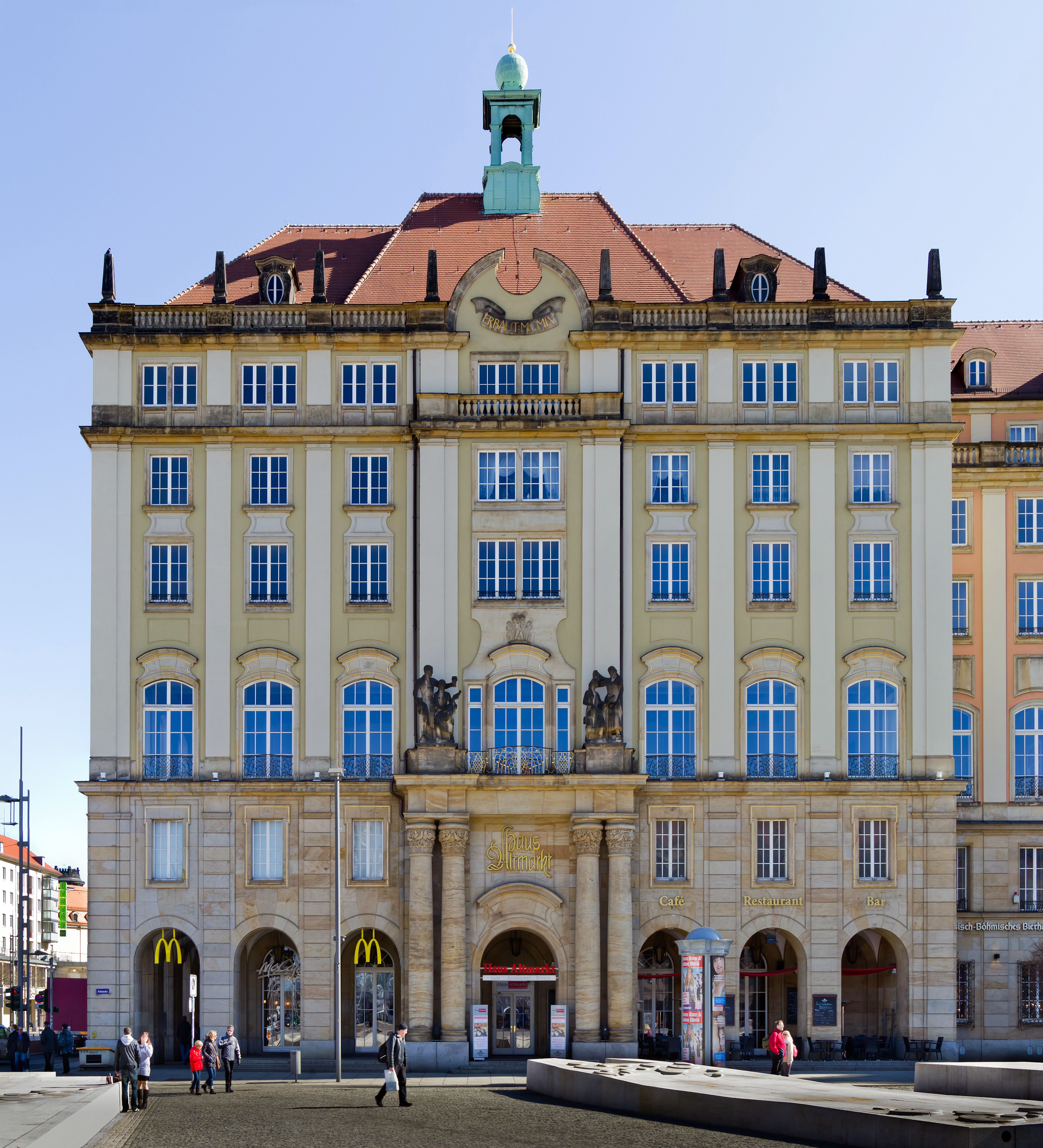
Ein Ergebnis der 16 Grundsätze des Städtebaus in einem das „Nationale Kulturerbe fortführenden Baustil“: Haus Altmarkt in Dresden, 1953–1956 errichtet

Auch andere Städte standen vor der gleichen Herausforderung. In Dresden verfasste der Architekt Kurt W. Leucht, ehemals Mitarbeiter von Ernst Sagebiel, gemeinsam mit dem Gartenarchitekten Johannes Bronder und dem Diplomingenieur Johannes Hunger das Buch Planungsgrundlagen, Planungsergebnisse für den Neuaufbau der Stadt Dresden, die erste Arbeit über die Planung des Wiederaufbaus einer zerstörten deutschen Stadt. In den 1950er Jahren fand die Schwarze Fibel, wie das Buch auch genannt wurde, in Ost wie West nicht zuletzt für die Ausbildung von Architekturstudenten Verwendung.

### Staatliche Exkursion in die Sowjetunion

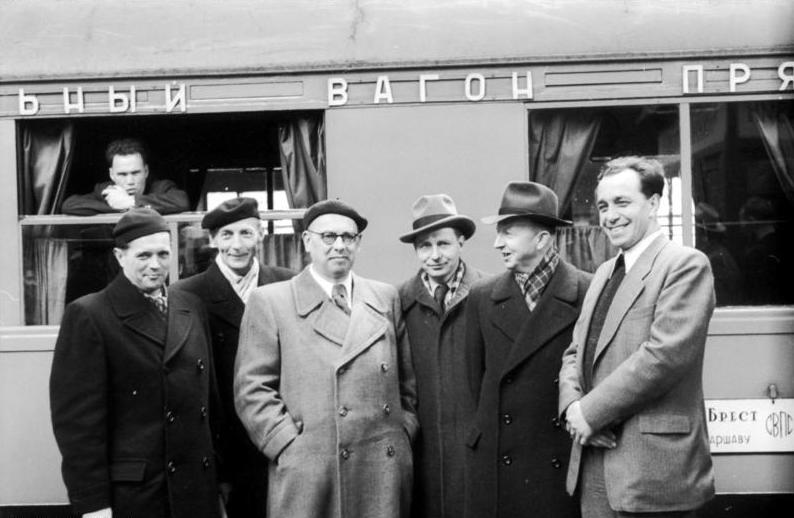
Die DDR-Regierungsdelegation am 12. April 1950 auf dem Schlesischen Bahnhof in Ost-Berlin vor ihrer Abreise in die Sowjetunion. Von links nach rechts: Kurt Walter Leucht, Edmund Collein, Lothar Bolz, Waldemar Alder, Walter Piesternick, Kurt Liebknecht

Nach Gründung der DDR, am 7. Oktober 1949, entstand unter Leitung von Lothar Bolz das Ministerium für den Aufbau. Am 4. Januar 1950 fand auf Einladung Wilhelm Piecks ein Treffen der Oberbürgermeister aller DDR-Großstädte sowie der wichtigsten Architekten des Landes in Berlin zur Beratung eines DDR-Baugesetzes statt. Es wurde eine Teilnehmerliste von Spitzenfunktionären der entstehenden Architektur- und Bauverwaltung der DDR für eine Reise nach Moskau, Kiew, Leningrad und Stalingrad zusammengestellt. Ziel der Reise waren Treffen mit sowjetischen Kollegen und Funktionären zum Kennenlernen des sowjetischen Systems, um daraus Grundlagen für den Wiederaufbau der zerstörten Städte der DDR zu entwickeln.
Die Reise fand vom 12. April bis 25. Mai 1950 statt. Teilnehmer waren Kurt Walter Leucht vom städtischen Planungsamt Dresden, Edmund Collein als Leiter des Stadtbauamtes von Ost-Berlin, Aufbauminister Lothar Bolz, Hauptabteilungsleiter Walter Pisternik, Waldemar Alder vom Industrieministerium und Kurt Liebknecht, Direktor für Städtebau und Hochbau im Aufbauministerium. Dabei kritisierten die sowjetischen Planer den bisherigen „Generalaufbauplan“ heftig, denn es wurden weder sowjetische Beispiele noch die Teilung der Stadt berücksichtigt, waren doch DDR-Regierungsgebäude noch am Fehrbelliner Platz in West-Berlin geplant. Weiterhin hatte man sich der Vorwürfe des Formalismus und Kosmopolitismus in Architektur und Städtebau zu erwehren.
Dies bedeutete eine endgültige Abkehr von den Prinzipien der Charta von Athen. Die Vorgaben seitens der UdSSR für den zukünftigen Städtebau mündeten in die 16 Grundsätze des Städtebaus, noch am 28. April 1950 in der Sowjetunion verfasst. Einige Passagen basieren sogar wörtlich auf Zitaten der sowjetischen Planer. Diese forderten insbesondere ein städtisches Zentrum als „politischen Mittelpunkt“ mit den „wichtigsten und monumentalsten Gebäuden“ und Plätzen für „politische Demonstrationen“ und „Aufmärsche“. Die Architektur der einzelnen Bauten aber müsse „dem Inhalt nach demokratisch und der Form nach national sein“. Die Architektur verwendet dabei „die in den fortschrittlichen Traditionen der Vergangenheit verkörperte Erfahrung des Volkes“. Was das nicht heißen sollte, brachte Walter Ulbricht noch wenige Tage vor dem Ministerratsbeschluss beim III. Parteitag der SED auf den Punkt: „Wir wollen in Berlin keine amerikanischen Kästen und keinen hitlerischen Kasernenstil mehr sehen“.
Am 27. Juli 1950 wurden diese Grundsätze vom Ministerrat der DDR als Grundlage der Aufbauplanung für die zerstörten Städte in der DDR verabschiedet.

### Aufbaugesetz
Am 6. September 1950 wurde das Aufbaugesetz verabschiedet, in dem die 16 Grundsätze für die Stadtplanung als verbindlich erklärt wurden. Neben Berlin hatten die wichtigsten Industriezentren, Dresden, Leipzig, Magdeburg, Chemnitz, Dessau, Rostock, Wismar und Nordhausen Vorrang beim Aufbau. Diese beiden Dokumente bildeten die Grundlage für die zukünftige städtebauliche Entwicklung der DDR.

## Die Grundsätze im Wortlaut
„Von der Regierung der Deutschen Demokratischen Republik am 27. Juli 1950 beschlossen:
Die Stadtplanung und die architektonische Gestaltung unserer Städte müssen der gesellschaftlichen Ordnung der Deutschen Demokratischen Republik, den fortschrittlichen Traditionen unseres deutschen Volkes sowie den großen Zielen, die dem Aufbau ganz Deutschlands gestellt sind, Ausdruck verleihen. Dem dienen die folgenden Grundsätze:
1. Die Stadt als Siedlungsform ist nicht zufällig entstanden. Die Stadt ist die wirtschaftlichste und kulturreichste Siedlungsform für das Gemeinschaftsleben der Menschen, was durch die Erfahrung von Jahrhunderten bewiesen ist. Die Stadt ist in Struktur und architektonischer Gestaltung Ausdruck des politischen Lebens und des nationalen Bewußtseins des Volkes.
2. Das Ziel des Städtebaues ist die harmonische Befriedigung des menschlichen Anspruchs auf Arbeit, Wohnung, Kultur und Erholung. Die Grundsätze der Methoden des Städtebaues fußen auf den natürlichen Gegebenheiten, auf den sozialen und wirtschaftlichen Grundlagen des Staates, auf den höchsten Errungenschaften von Wissenschaft, Technik und Kunst, auf den Erfordernissen der Wirtschaftlichkeit und auf der Verwendung der fortschrittlichen Elemente des Kulturerbes des Volkes.
3. Städte ‚an sich‘ entstehen nicht und existieren nicht. Die Städte werden in bedeutendem Umfange von der Industrie für die Industrie gebaut. Das Wachstum der Stadt, die Einwohnerzahl und die Fläche werden von den städtebildenden Faktoren bestimmt, das heißt von der Industrie, den Verwaltungsorganen und den Kulturstätten, soweit sie mehr als örtliche Bedeutung haben. In der Hauptstadt tritt die Bedeutung der Industrie als städtebildender Faktor hinter der Bedeutung der Verwaltungsorgane und der Kulturstätten zurück. Die Bestimmung und Bestätigung der städtebildenden Faktoren ist ausschließlich Angelegenheit der Regierung.
4. Das Wachstum der Stadt muß dem Grundsatz der Zweckmäßigkeit untergeordnet werden und sich in bestimmten Grenzen halten. Ein übermäßiges Wachstum der Stadt, ihrer Bevölkerung und ihrer Fläche führt zu schwer zu beseitigenden Verwicklungen ihrer Struktur, zu Verwicklungen in der Organisation des Kulturlebens und der täglichen Versorgung der Bevölkerung und zu betriebstechnischen Verwicklungen sowohl in der Tätigkeit wie in der Weiterentwicklung der Industrie.
5. Der Stadtplanung zugrunde gelegt werden müssen das Prinzip des Organischen und die Berücksichtigung der historisch entstandenen Struktur der Stadt bei Beseitigung ihrer Mängel.
6. Das Zentrum bildet den bestimmenden Kern der Stadt. Das Zentrum der Stadt ist der politische Mittelpunkt für das Leben seiner Bevölkerung. Im Zentrum der Stadt liegen die wichtigsten politischen, administrativen und kulturellen Stätten. Auf den Plätzen im Stadtzentrum finden die politischen Demonstrationen, die Aufmärsche und die Volksfeiern an Festtagen statt. Das Zentrum der Stadt wird mit den wichtigsten und monumentalsten Gebäuden bebaut, beherrscht die architektonische Komposition des Stadtplanes und bestimmt die architektonische Silhouette der Stadt.
7. Bei Städten, die an einem Fluß liegen, ist eine der Hauptadern und die architektonische Achse der Fluß mit seinen Uferstraßen.
8. Der Verkehr hat der Stadt und ihrer Bevölkerung zu dienen. Er darf die Stadt nicht zerreißen und der Bevölkerung nicht hinderlich sein. Der Durchgangsverkehr ist aus dem Zentrum und dem zentralen Bezirk zu entfernen und außerhalb seiner Grenzen oder in einem Außenring um die Stadt zu führen. Anlagen für den Güterverkehr auf Eisenbahn und Wasserwegen sind gleichfalls dem zentralen Bezirk der Stadt fernzuhalten. Die Bestimmung der Hauptverkehrsstraßen muß die Geschlossenheit und die Ruhe der Wohnbezirke berücksichtigen. Bei der Bestimmung der Breite der Hauptverkehrsstraßen ist zu berücksichtigen, dass für den städtischen Verkehr nicht die Breite der Hauptverkehrsstraßen von entscheidender Bedeutung ist, sondern eine Lösung der Straßenkreuzungen, die den Anforderungen des Verkehrs gerecht wird.
9. Das Antlitz der Stadt, ihre individuelle künstlerische Gestalt, wird von Plätzen, Hauptstraßen und den beherrschenden Gebäuden im Zentrum der Stadt bestimmt (in den größten Städten von Hochhäusern). Die Plätze sind die strukturelle Grundlage der Planung der Stadt und ihrer architektonischen Gesamtkomposition.
10. Die Wohngebiete bestehen aus Wohnbezirken, deren Kern die Bezirkszentren sind. In ihnen liegen alle für die Bevölkerung des Wohnbezirks notwendigen Kultur-, Versorgungs- und Sozialeinrichtungen von bezirklicher Bedeutung. Das zweite Glied in der Struktur der Wohngebiete ist der Wohnkomplex, der von einer Gruppe von Häuservierteln gebildet wird, die von einem für mehrere Häuserviertel angelegten Garten, von Schulen, Kindergärten, Kinderkrippen und den täglichen Bedürfnissen der Bevölkerung dienenden Versorgungsanlagen vereinigt werden. Der städtische Verkehr darf innerhalb dieser Wohnkomplexe nicht zugelassen werden, aber weder die Wohnkomplexe noch die Wohnbezirke dürfen in sich abgeschlossene isolierte Gebilde sein. Sie hängen in ihrer Struktur und Planung von der Struktur und den Forderungen der Stadt als eines Ganzen ab. Die Häuserviertel als drittes Glied haben dabei hauptsächlich die Bedeutung von Komplexen in Planung und Gestaltung.
11. Bestimmend für gesunde und ruhige Lebensverhältnisse und für die Versorgung mit Licht und Luft sind nicht allein die Wohndichte und die Himmelsrichtung, sondern auch die Entwicklung des Verkehrs.
12. Die Stadt in einen Garten zu verwandeln, ist unmöglich. Selbstverständlich muß für ausreichende Begrünung gesorgt werden. Aber der Grundsatz ist nicht umzustoßen: In der Stadt lebt man städtischer, am Stadtrand oder außerhalb der Stadt lebt man ländlicher.
13. Die vielgeschossige Bauweise ist wirtschaftlicher als die ein- oder zweigeschossige. Sie entspricht auch dem Charakter der Großstadt.
14. Die Stadtplanung ist die Grundlage der architektonischen Gestaltung. Die zentrale Frage der Stadtplanung und der architektonischen Gestaltung der Stadt ist die Schaffung eines individuellen, einmaligen Antlitzes der Stadt. Die Architektur verwendet dabei die in den fortschrittlichen Traditionen der Vergangenheit verkörperte Erfahrung des Volkes.
15. Für die Stadtplanung wie für die architektonische Gestaltung gibt es kein abstraktes Schema. Entscheidend ist die Zusammenfassung der wesentlichen Faktoren und Forderungen des Lebens.
16. Gleichzeitig mit der Arbeit am Stadtplan und in Übereinstimmung mit ihm sind für die Planung und Bebauung bestimmter Stadtteile sowie von Plätzen und Hauptstraßen mit den anliegenden Häuservierteln Entwürfe fertigzustellen, die in erster Linie durchgeführt werden können.“

## Umsetzung

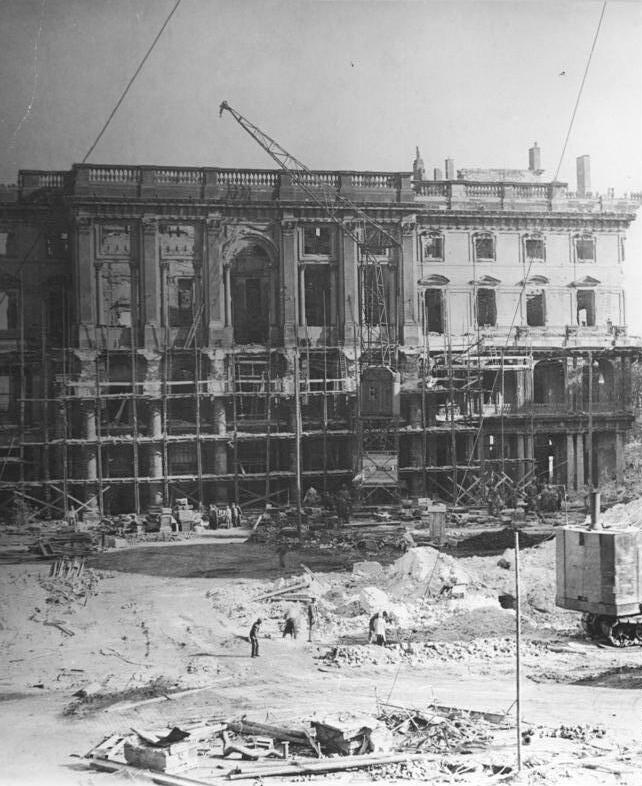
Abriss des Berliner Schlosses

Bereits am 7. September 1950, also einen Tag nach Erlass des Aufbaugesetzes, begann der Abriss des beschädigten Berliner Schlosses. Geplant war der Bau eines 90 Meter breiten Straßenzuges von der Frankfurter Straße über den Alexanderplatz, die Königstraße (heute: Rathausstraße) und den Boulevard Unter den Linden bis zum Brandenburger Tor. Mit der „Zentralen Achse“ sollte eine neue Repräsentations-Magistrale zwischen Brandenburger Tor und Alexanderplatz entstehen, deren Mittelpunkt als monumentale Höhendominante – als „Stadtkrone“ am Marx-Engels-Platz – das zentrale Regierungsgebäude anstelle des Schlosses werden sollte. Ab 1951 entstand als erste sozialistische Prachtstraße der DDR die Stalinallee (heute: Karl-Marx-Allee). Der erste Bauabschnitt wurde von 1952 bis 1958 u. a. nach Plänen von Hermann Henselmann realisiert. Als die Arbeiten 1960 am Frankfurter Tor abgeschlossen wurden, galt der historisierende Stil der Allee als überholt und wurde beinahe schamhaft übergangen.
Weitere Großprojekte wurden in Dresden am Altmarkt, in Leipzig am Roßplatz, in Magdeburg an der Ernst-Reuter-Allee und an der Langen Straße in Rostock realisiert. Die maßgeblich von Kurt W. Leucht geschaffenen Wohnbauten in Stalinstadt wurden ebenfalls im Rahmen der 16 Grundsätze errichtet.
Ab 1955 erfolgte eine neue Phase des Städtebaus in der DDR, nachdem die Sowjetunion 1954 neue Direktiven für die Architektur erlassen hatte, die eine stärkere Standardisierung unter Verzicht auf teure Repräsentationsbauten forderten. Bereits der zweite Bauabschnitt der Stalinallee zwischen Strausberger Platz und Alexanderplatz wurde deshalb in industrieller Plattenbauweise errichtet.
Auch die Zerstörung von Kirchen gehörte zu den Folgen. So hatte Walter Ulbricht am 7. Mai 1953 in seiner „Turmrede“ in der damaligen Stalinstadt: „Ja! Wir werden Türme haben, zum Beispiel einen Turm fürs Rathaus, einen Turm fürs Kulturhaus. Andere Türme können wir in der sozialistischen Stadt nicht gebrauchen.“ „Insgesamt wurden im Laufe der Jahre durch das SED-Regime mindestens 60 Gotteshäuser“ gesprengt, die meisten davon in Umsetzung der 16 Grundsätze, auf der Seite selbst werden 54 Kirchen dokumentiert (Stand 10. Juni 2025).